# Сапожник (фильм)
«Сапожник» (англ. The Cobbler) —  американский комедийно-драматический фильм Тома Маккарти. Главную роль исполнил Адам Сэндлер, также в картине снялись Стив Бушеми, Дастин Хоффман, Эллен Баркин и другие. Премьера фильма состоялась 11 сентября 2014 года на Международном кинофестивале в Торонто. В США фильм вышел 13 марта 2015 года.

## Сюжет
Макс Симкин занимается ремонтом обуви в Нью-Йорке. Он работает в магазине, который передавался его семьей из поколения в поколение. Однажды в подвале дома своего отца, Макс обнаруживает волшебную швейную машину, которая позволяет ему превращаться в людей, ботинки которых он ремонтирует.
В сюжете обыгрывается англоязычная поговорка англ. If I were in your shoes, «если бы я был на твоём месте», буквально «если бы я носил твои ботинки».

## В ролях
| Актёр          | Роль                 |
| -------------- | -------------------- |
| Адам Сэндлер   | сапожник Макс Симкин |
| Стив Бушеми    | Джимми               |
| Дастин Хоффман | Абрахам Симкин       |
| Эллен Баркин   | Элейн Гринэволт      |
| Дэн Стивенс    | Эмильяно             |
| Метод Мэн      | Лудлоу               |
| Гленн Флешлер  | Джефри               |
| Мелони Диас    | Кармен Эррара        |
| Дэша Поланко   | Мейси                |
| Линн Коэн      | Сара Симкин          |

## Производство
19 сентября 2013 года, Адам Сэндлер встретился с режиссёром Томом Маккарти, чтобы обсудить своё участие в картине «Сапожник», съёмки которой должны были начаться в ноябре. 12 ноября к фильму присоединился Дэн Стивенс; 18 ноября к фильму присоединились Стив Бушеми и Дастин Хоффман.

### Съёмки
Начались 11 ноября 2013 года, в городе Нью-Йорке.